# Waldfreibad Heidenheim
| Jahr | Badegäste |
| ---- | --------- |
| 1954 | 86.540    |
| 1968 | 75.076    |
| 1992 | 295.000   |
| 2003 | 277.340   |
| 2011 | 133.228   |
| 2012 | 140.000   |
| 2013 | 165.000   |
| 2014 | 104.000   |
| 2015 | 154.000   |
| 2016 | 115.767   |
| 2017 | 171.672   |
| 2018 | 225.592   |
| 2019 | 173.562   |
| 2020 | 46.070    |
| 2021 | 61.815    |
| 2022 | 168.822   |
| 2023 | 143.600   |

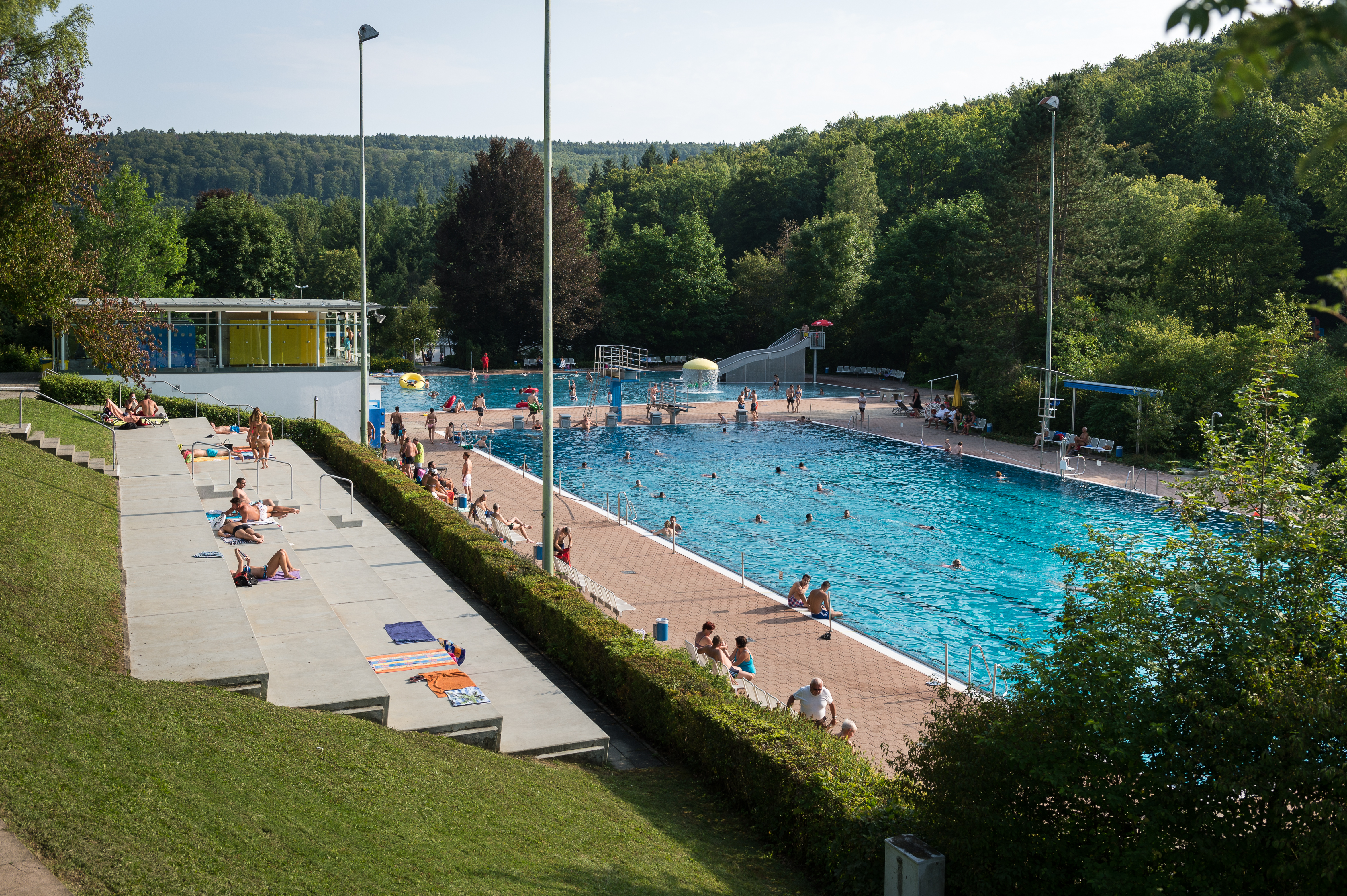
Schwimmerbecken und Sitztreppe im Waldfreibad Heidenheim (2017)

Das Waldfreibad Heidenheim (auch Waldbad Heidenheim) ist ein 1954 eröffnetes Freibad in Heidenheim an der Brenz in Baden-Württemberg.

## Geschichte
Anfang des 20. Jahrhunderts gab es in Heidenheim als einzige Badeanstalt unter freiem Himmel ein Naturbad am Brenzsee. Dieses am nördlichen Ortseingang vor den Fabrikhallen der WCM gelegene Bad wurde 1933 um einige hundert Meter flussaufwärts verlegt (heutiges Areal der Brenzpark-Arena). Wegen der starken Sedimentation der Brenz, den feuchten Böden der angrenzenden Seewiesen und häufig auftretenden Bodennebeln, war diese Lage für ein Flussschwimmbad wenig geeignet. Der Gemeinderat entschied sich daher 1938 für den Neubau eines modernen Freibads mit Schwimmbecken. Spätere Pläne für einen angrenzenden Sportpark mit Stadion, Tennisplätzen und großem Freibad wurden kriegsbedingt mangels Budget verworfen. Als mögliche Standorte für ein reines Freibad wurden höhere Lagen innerhalb des Stadtgebiets wie Schlossberg, Großer Bühl und Heckental diskutiert. Einer Empfehlung der Deutschen Gesellschaft für das Badewesen folgend, wurde das Waldfreibad schließlich im Rauhbuchtal gebaut und am 16. Juli 1954 eröffnet. Die Baukosten beliefen sich bei Fertigstellung auf rund eine Million DM.

## Anlage und Ausstattung
Das Freibad-Gelände hat eine Gesamtfläche von etwa 45.000 m². Der größte Teil davon wird als Spiel- und Liegewiese genutzt. Neben Plätzen mit Spielgeräten gibt es mehrere Tischtennisplatten, Torwände und jeweils ein Volleyball-, Basketball- und Fußballfeld.
Im Waldfreibad Heidenheim sind drei Edelstahlschwimmbecken verbaut. Das Schwimmerbecken hat eine Größe von 50 × 20 m und ist mit acht Schwimmbahnen wettkampfgeeignet. Das Fassungsvermögen beläuft sich auf 2,5 Mio. Liter, die größte Wassertiefe beträgt 3,80 m. Es gibt einen Sprungturm mit einem 3-Meter-Sprungbrett und ein 1-Meter-Sprungbrett. Das Nichtschwimmerbecken hat eine Größe von 40 × 25 m, die größte Wassertiefe beträgt 1,30 m. Es ist mit einer etwa 11 m langen Wasserrutsche und einem Schwallpilz ausgestattet.
Für Kleinkinder steht ein teilweise überdachtes Planschbecken zur Verfügung, die größte Wassertiefe beträgt hier 0,40 m. Das Wasser der drei Schwimmbecken wird auf ca. 24 °C erwärmt.
Zwischen 2015 und 2017 wurden umfangreiche Sanierungsarbeiten an Gebäuden und Wegen durchgeführt, außerdem die Umkleide- und Sanitärbereiche erweitert. Die Durchschreitebecken vor den Schwimmbecken wurden erneuert und die beiden verschlissenen Rutschen durch eine Breitwasserrutsche ersetzt. Die Gesamtkosten beliefen sich auf 1,7 Mio. Euro.
Betreiber des Waldfreibades ist die Stadtverwaltung Heidenheim.